# Машево
Маше́во (пол. Maszewo, нім. Massow) — місто в північно-західній Польщі.
На 31 березня 2014 року, у місті було 3 343 жителів.

## Демографія
Демографічна структура станом на 31 березня 2011 року:
|          | Загалом | Допрацездатний вік | Працездатний вік | Постпрацездатний вік |
| -------- | ------- | ------------------ | ---------------- | -------------------- |
| Чоловіки | 1568    | 367                | 1080             | 121                  |
| Жінки    | 1713    | 389                | 995              | 329                  |
| Разом    | 3281    | 756                | 2075             | 450                  |